# Michldorf
Michldorf ist ein Gemeindeteil des Marktes Leuchtenberg im Landkreis Neustadt an der Waldnaab (Oberpfalz, Bayern).

## Geschichte
Michldorf gilt als eine der ältesten Pfarreien der Oberpfalz. Bereits im Jahr 1124 soll Bischof Otto der Heilige eine Kirche geweiht haben. Im Zuge der Verwaltungsreformen in Bayern entstand mit dem Gemeindeedikt von 1818 die Gemeinde Michldorf, die am 1. Mai 1978 nach Leuchtenberg eingemeindet wurde.

## Bauwerke
Das Ensemble Ortskern Michldorf steht unter Denkmalschutz: „Auf dem erhöhten Kirchhof dominiert die um 1700 umgebaute Pfarrkirche mit ihrem barocken Turmhelm; ihr zugeordnet sind das Alte Schulhaus und der Pfarrhof als Zeichen der ehem. dörflichen Zentralfunktion in Seelsorge und Schule, anschließend verkörpern die Häuser 11 und 17 die bäuerliche Bebauung in erdgeschossigen Wohnstallhäusern des 18./19. Jahrhundert als verputzte Massivbauten mit steilen Satteldächern.“

## Vereine
- Freiwillige Feuerwehr Michldorf
- Jugendfeuerwehr Michldorf
- Oberpfälzer Waldverein Michldorf
- Schützenverein Michldorf
- Siedlergemeinschaft Michldorf

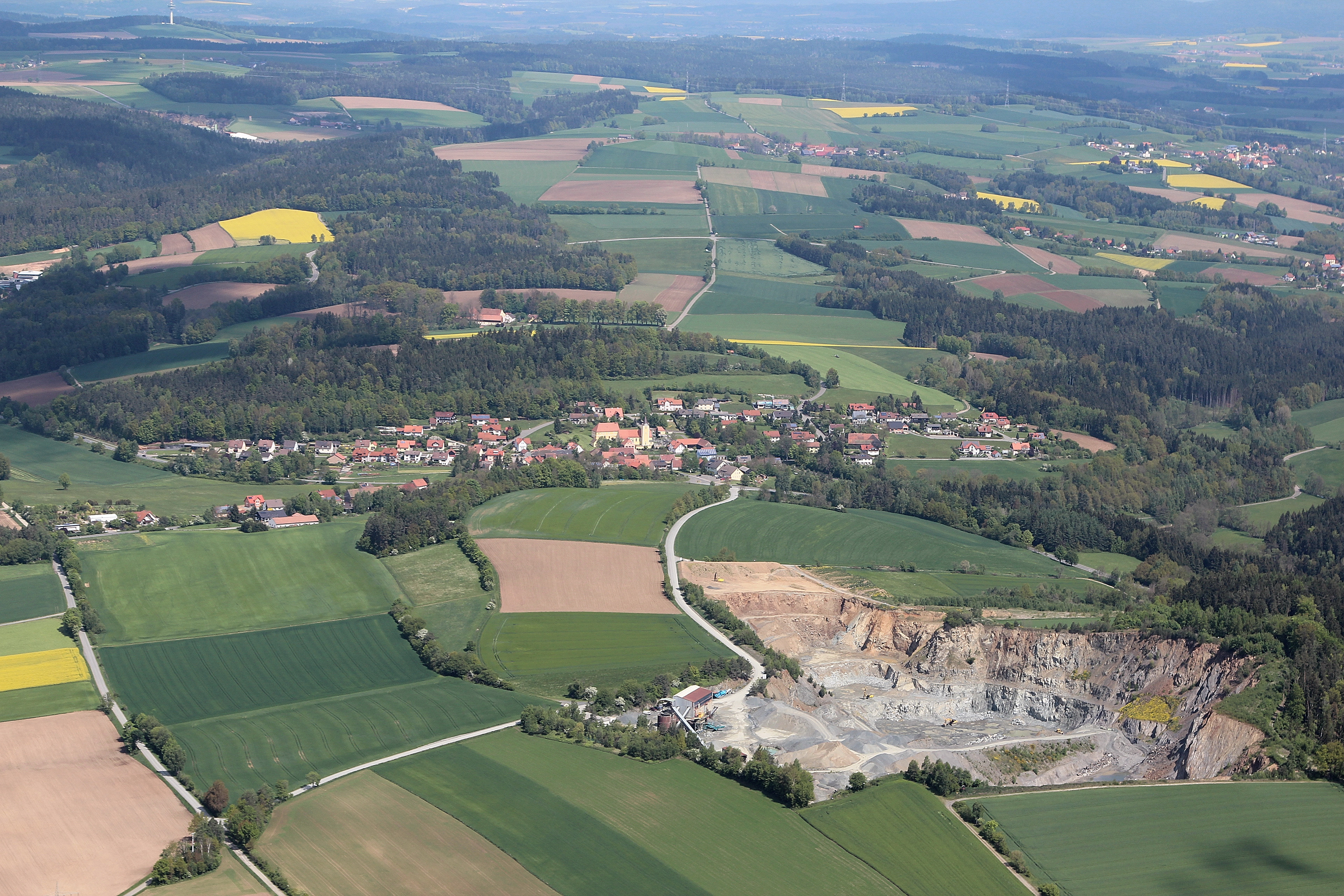
Michldorf mit Steinbruch (2014)
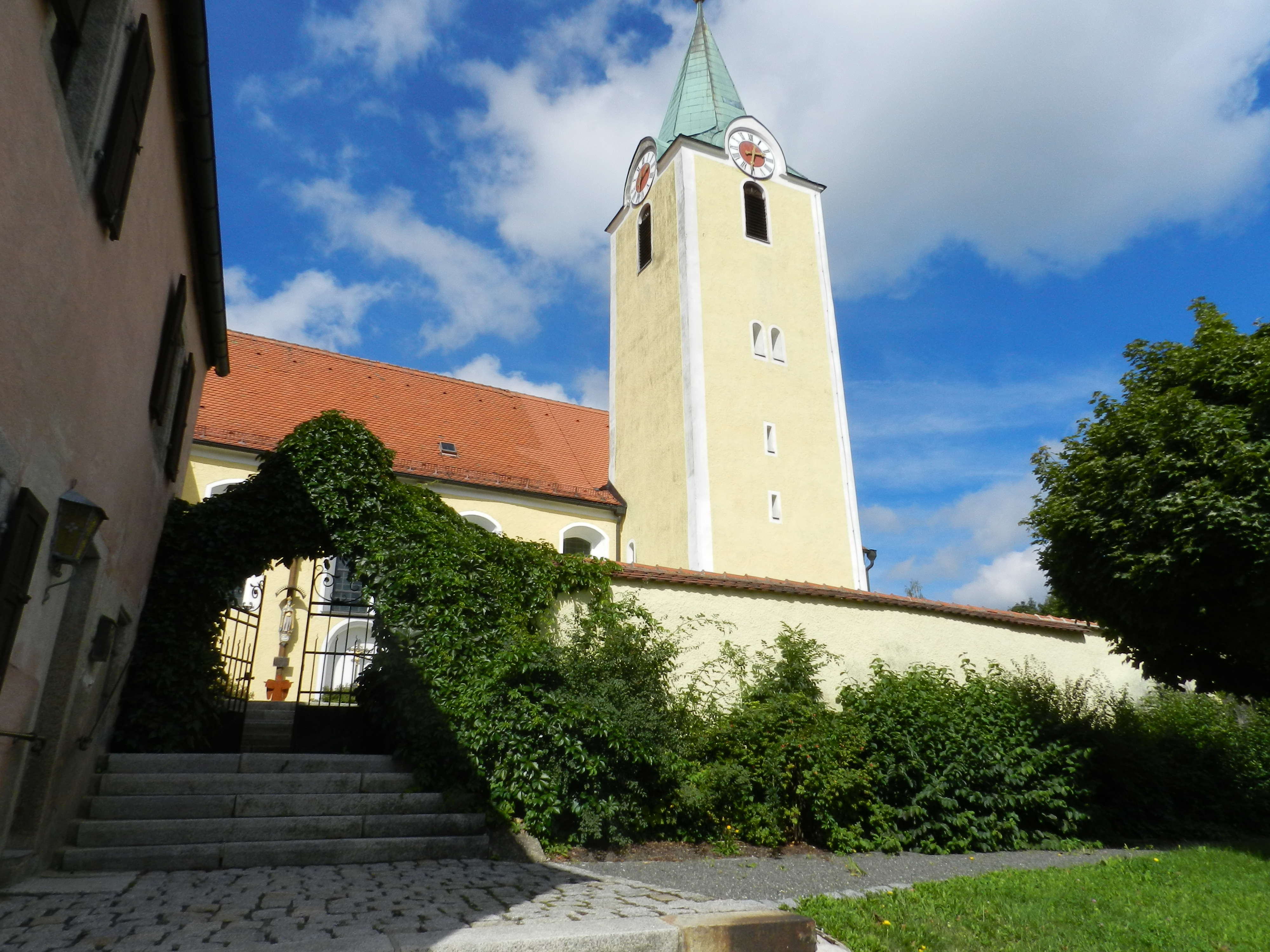
St. Ulrich, Michldorf (2011)
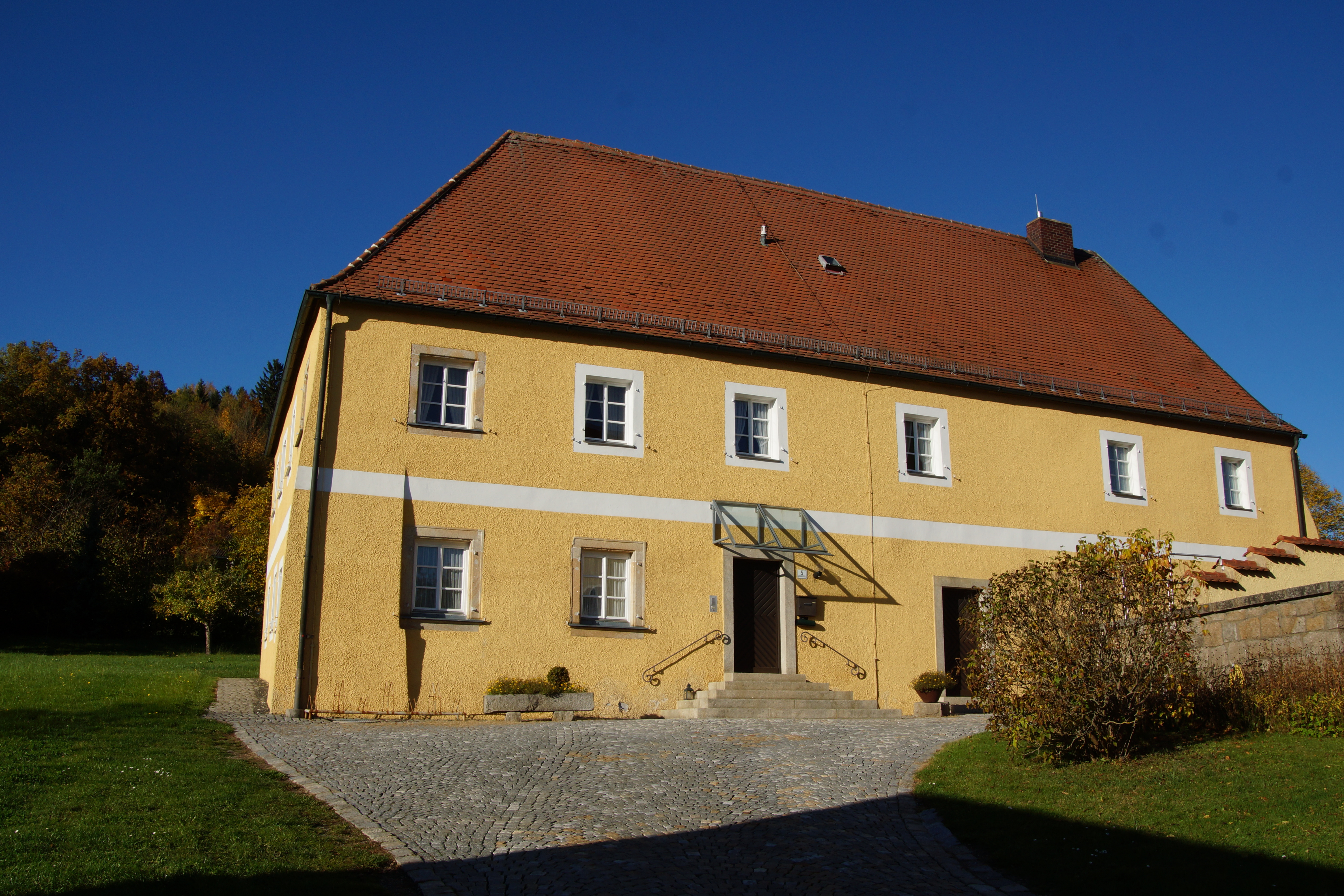
Michldorf (2017)
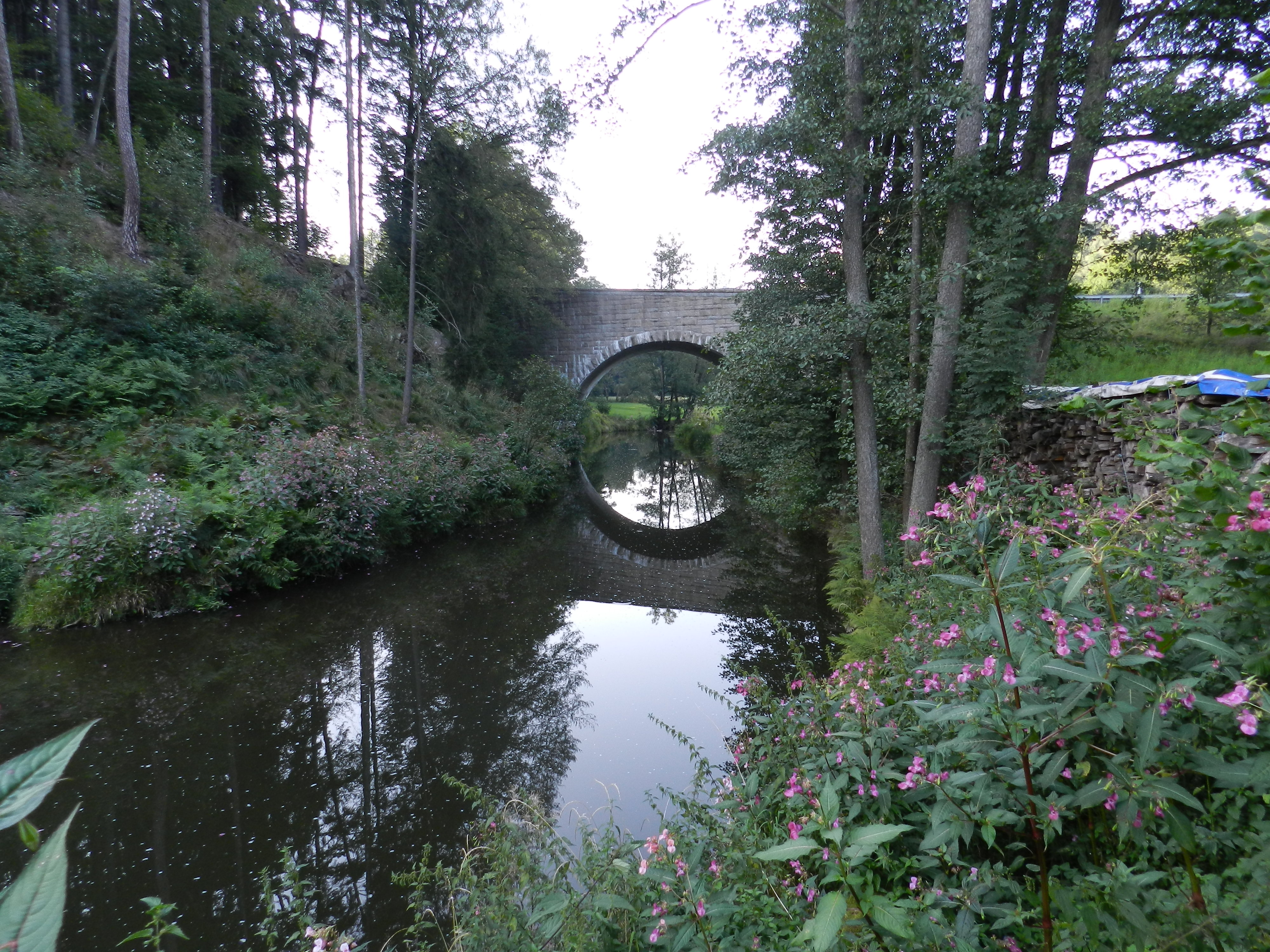
Die Luhe bei Michldorf, Schmelzmühle (2011)

## Persönlichkeiten
- Ceslaus Stiegler (1916–1977), römisch-katholische Ordensfrau, Missionarin und Märtyrin